# Mi señor
Mi señor (título original coreano, 나의 아저씨; romanización revisada del coreano, Na-ui ajeossi; título internacional, My Mister) es una serie de televisión surcoreana dirigida por Kim Won-seok, escrita por Park Hae-young, y protagonizada por Lee Sun-kyun y Lee Ji-eun. Fue producida por Chorokbaem Media, y emitida en tvN del 21 de marzo al 17 de mayo de 2018, los miércoles y jueves a las 21:30.
La serie fue un éxito de crítica y de público, y resultó siempre en la primera posición en audiencia en su franja horaria. El último capítulo registró un promedio nacional del 7,4 %, con un máximo del 8,8 % (Nielsen Korea) lo que lo convirtió en uno de los que han alcanzado mayor audiencia en la historia de la televisión por cable coreana. Mi señor ganó el premio a la mejor serie en los 55.os Baeksang Arts Awards.

## Sinopsis
Mi señor narra la relación entre un ingeniero de media edad, Park Dong-hoon, y una joven que tiene un trabajo temporal en su empresa, Lee Ji-an. Los dos pasan por un período difícil: él entra en conflicto con su jefe Do Joon-young, antiguo compañero de universidad pero más joven que él, y del que descubre además en cierto momento que es el amante de su mujer; Ji-an, que no tiene padres y debe cuidar de una abuela discapacitada, malvive entre deudas y trabajos temporales, y es continuamente acosada por un usurero. Al llegar a la empresa, se ve envuelta en las luchas internas para hacerse por el poder en la misma y, necesitada de dinero para mantener a su abuela, urde una trampa que provoque el despido de Dong-hoon a cambio de una recompensa económica de Joon-young. 
Junto a la trama principal aparecen las historias de los dos hermanos de Dong-hoon. El mayor se arruinó y está separado de su mujer, y el menor es un director de cine que gozó de un éxito efímero en su juventud y después fracasó; ambos carecen de trabajo estable y a pesar de su edad se ven obligados a depender aún de su madre, hasta que comienzan a trabajar en una empresa de limpieza.

## Personajes

###### Protagonistas
- Lee Sun-kyun como Park Dong-hoon.[1][6]
- Lee Ji-eun (IU) como Lee Ji-an.[1]
  - Kim Gyu-ri como Ji-an (de niña).

###### Familia de Park Dong-hoon
- Ko Doo-shim como Byun Yo-soon, la madre de Sang-hoon, Dong-hoon y Ki-hoon.[7]
- Park Ho-san como Park Sang-hoon, hermano mayor de Dong-hoon y Ki-hoon. Había sido despedido de su trabajo, y con la indemnización recibida probó suerte en los negocios, pero ha fracasado y ahora se encuentra de nuevo en casa de su madre, endeudado, y con una mujer que quiere divorciarse de él.[8][9][10]
- Song Sae-byuk como Park Ki-hoon, el hermano más joven. Tuvo un éxito fugaz en su juventud como director de cine, pero su carrera quedó frenada desde entonces y en veinte años no ha logrado volver a dirigir una película. Vive también en casa de su madre.[1]
- Lee Ji-ah como Kang Yoon-hee, mujer de Dong-hoon, es abogada y tiene una relación con Joon-young y planea divorciarse de su marido.[11]
- Jung Young-joo como Cho Ae-ryun, mujer de Sang-hoon. También quiere divorciarse de su marido.[12]

###### Entorno de Ji-an
- Son Sook como Lee Bong-ae, la abuela de Ji-an, sordomuda y semiparalizada, que Ji-an no puede mantener en una residencia de ancianos por sus problemas económicos.
- Jang Ki-yong como Lee Kwang-il, usurero que acosa y golpea sin piedad a Ji-an.[13]
- Ahn Seung-gyun como Song Ki-beom, el único amigo de Ji-an, la ayuda en el cuidado de la abuela y sobre todo en llevar a cabo los planes de ella, gracias a su habilidad en cuestiones de electrónica e informática.[14]
- Lee Young-seok como Seo Choon-dae, socio de Kwang-il.

###### Personal de la empresa de construcciones
- Kim Young-min como Do Joon-young, director general de la empresa. Trama para afianzarse en el poder, al tiempo que intenta desembarazarse de Dong-hoon, con cuya mujer mantiene una relación. Para todo ello intenta servirse de la ayuda de Ji-an.[15]
- Shin Goo como el president Jang.
- Jeon Kook-hwan como el director ejecutivo Wang Young-kook.
- Jung Hae-kyun como el director ejecutivo Park Dong-woon, aliado de Young-kook.
- Jung Jae-sung como el director ejecutivo Yoon Sang-tae, estrecho colaborador de Joon-young.[16]
- Seo Hyun-woo como el jefe de sección Song, del equipo de diagnóstico de seguridad 3.
- Chae Dong-hyun como Kim Dae-ri, del equipo de diagnóstico de seguridad 3.
- Kim Min-seok como Yeo Hyung-kyoo, del equipo de diagnóstico de seguridad 3.
- Ryu Abel como Jung Chae-ryung, subdirectora de apoyo administrativo.[17][18][19]

###### Otros personajes
- Kwon Nara como Choi Yoo-ra, actriz de la única película de Ki-hoon, y responsable, según él, de su fracaso.[20]
- Park Hae-joon como Kyum-deok, amigo de infancia de Dong-hoon, vive retirado como bonzo en un monasterio.
- Oh Na-ra como Jung-hee, dueña de un bar y amiga de Dong-hoon y sus hermanos.
- Shin Dam-soo, como el director Jung Chang-mo.
- Park Soo-young como Je-cheol.[21]
- Jang Yool como el asistente de director (episodios 5-6).
- Ha Do-kwon como el dueño de la cafetería.
- Jung Young-joo como Jo Ae-ryeon.[22]

## Producción
La primera lectura del guion se realizó el 18 de diciembre de 2017.
El 19 de febrero de 2018 se informó de que Na Moon-hee debía abandonar el reparto por problemas de agenda y que sería reemplazada por Go Doo-shim.
El 28 de febrero de 2018 se informó de que Oh Dal-su tenía que dejar el reparto a consecuencia de acusaciones de abusos sexuales, y que sería reemplazado por Park Ho-san.

## Banda sonora original

#### Disco 1
1. That Man (그 사나이) – Lee Hee-moon
2. Adult (어른) – Sondia
3. Dear Moon – Kim Je-hwi
4. There's Rainbow (Band ver.) (무지개는 있다 (Band ver.)) – Vincent Blue
5. My Image Reflected In My Heart (Piano ver.) (내 마음에 비친 내 모습 (Piano ver.) – Kwak Jin-eon
6. Title of My Mister (Title of 나의 아저씨)
7. My Mister (나의 아저씨)
8. When You Want To Rest Your Mind (마음이 쉬고 싶을 때)
9. Our Family (우리 식구)
10. Weight of Life (삶의 무게)
11. Guilty (죄책감)
12. Three Brothers (삼형제))
13. Realism (현실주의)
14. Background Check (뒷조사)
15. Dangerous Child (위험한 아이)
16. Last Pride (마지막 자존심)

Disco 2
1. An Ordinary Day (보통의 하루) – Jung Seung-hwan
2. There's Rainbow (Acoustic ver.) (무지개는 있다 (Acoustic ver.)) – O.When
3. My Image Reflected In My Heart (내 마음에 비친 내 모습) – Kwak Jin-eon
4. One Million Roses (백만송이 장미) – Ko Woo-rim
5. Forest (숲) – Ji-sun
6. The Truth Revealed (드러나는 진실)
7. Way Back Home (퇴근길)
8. We Both Feel Sorry For You (우린 둘 다 자기가 불쌍해요)
9. Their Love Law (그들만의 사랑법)
10. Crumpled Life (구겨진 인생)
11. Social Life (사회생활)
12. Operation Plan (작전 설계)
13. Trap (덫)
14. Tap (도청)
15. A Secret Deal (은밀한 거래)
16. A Path of Heart (마음의 거리)
17. Person Like That (그런 사람)

## Recepción
La serie tuvo altibajos al principio, por dos motivos principales: las escenas de las agresiones del usurero a Ji-an en los primeros capítulos, que según algunos mostraban esa violencia de modo excesivamente indulgente; y la gran diferencia de edad entre Dong-hoon y Ji-an, que hacía problemática su relación. Sin embargo, la profunda humanidad del guion, la labor de los actores y la cálida dirección de Kim Won-seok lograron que la audiencia fuera creciendo gradualmente. Así, acabó siendo un éxito tanto en datos de espectadores como para la crítica, dejando incluso un efecto profundo y persistente.
Para el crítico Gong Hee-jung, es una historia sobre el amor familiar, centrado en Dong-hoon y su madre y hermanos. A propósito de la violencia que aparece en algunas escenas, no considera que exceda la que puede verse en la actualidad incluso dentro de la familia, y no es más que un recurso del drama.
A propósito de la controversia originada por la diferencia de edad entre los protagonistas, Lee Ji-eun declaró que había interpretado ya en el pasado algunas canciones que evocaban este «complejo Lolita», y que ello le provocó dudas sobre la conveniencia de aceptar el papel, aunque tanto la calidad del guion como la insistencia del director la convencieron de lo contrario.

### Datos de audiencia
| Episodio | Fecha de emisión    | AGB Nielsen | AGB Nielsen | TNmS     |
| Episodio | Fecha de emisión    | Nacional    | Seúl        | Nacional |
| -------- | ------------------- | ----------- | ----------- | -------- |
| 1        | 21 de marzo de 2018 | 3,923 %     | 4,467 %     | 4,6 %    |
| 2        | 22 de marzo de 2018 | 4,133 %     | 4,786 %     | 4,1 %    |
| 3        | 28 de marzo de 2018 | 3,373 %     | 4,102 %     | 3,9 %    |
| 4        | 29 de marzo de 2018 | 3,611 %     | 3,851 %     | 4,3 %    |
| 5        | 4 de abril de 2018  | 3,936 %     | 4,838 %     | 3,7 %    |
| 6        | 5 de abril de 2018  | 4,038 %     | 4,468 %     | 4,6 %    |
| 7        | 11 de abril de 2018 | 4,487 %     | 5,234 %     | 4,7 %    |
| 8        | 12 de abril de 2018 | 5,313 %     | 5,671 %     | 4,6 %    |
| 9        | 18 de abril de 2018 | 4,803 %     | 5,413 %     | 3,8 %    |
| 10       | 19 de abril de 2018 | 5,824 %     | 6,472 %     | 5,6 %    |
| 11       | 25 de abril de 2018 | 4,965 %     | 5,926 %     | 4,6 %    |
| 12       | 26 de abril de 2018 | 6,035 %     | 6,572 %     | 5,5 %    |
| 13       | 9 de mayo de 2018   | 5,635 %     | 6,227 %     | 5,3 %    |
| 14       | 10 de mayo de 2018  | 6,468 %     | 7,374 %     | 5,5 %    |
| 15       | 16 de mayo de 2018  | 5,819 %     | 6,221 %     | 5,7 %    |
| 16       | 17 de mayo de 2018  | 7,352 %     | 8,170 %     | 7,2 %    |
| Promedio | Promedio            | 4,982 %     | 5,612 %     | 4,9 %    |
| Especial | 3 de mayo de 2018   | 3,187 %     | 4,008 %     | 3,0 %    |

## Premios y candidaturas
| Año  | Premio                                     | Categoría                                            | Nominado        | Resultado | Ref.          |
| ---- | ------------------------------------------ | ---------------------------------------------------- | --------------- | --------- | ------------- |
| 2018 | 11.os Premios Korea Drama                  | Mejor drama                                          | Mi señor        | Candidato | [ 31 ]        |
| 2018 | 11.os Premios Korea Drama                  | Mejor guion                                          | Park Hae-young  | Candidato | [ 31 ]        |
| 2018 | 6.os Premios APAN Star                     | Gran premio                                          | Lee Sun-kyun    | Candidato | [ 32 ] [ 33 ] |
| 2018 | 6.os Premios APAN Star                     | Mejor cineasta                                       | Kim Won-seok    | Ganador   | [ 32 ] [ 33 ] |
| 2018 | 6.os Premios APAN Star                     | Premio a la gran excelencia, actriz en una miniserie | IU (Lee Ji-eun) | Ganador   | [ 32 ] [ 33 ] |
| 2018 | 6.os Premios APAN Star                     | Mejor actor de reparto                               | Park Ho-san     | Ganador   | [ 32 ] [ 33 ] |
| 2018 | 6.os Premios APAN Star                     | Mejor actor revelación                               | Jang Ki-yong    | Ganador   | [ 32 ] [ 33 ] |
| 2018 | 6.os Premios APAN Star                     | Premio K-Star, actriz                                | IU (Lee Ji-eun) | Candidata | [ 32 ] [ 33 ] |
| 2018 | 2.os Premios Seoul                         | Gran premio (series)                                 | Mi señor        | Ganador   | [ 34 ]        |
| 2018 | 2.os Premios Seoul                         | Mejor actor                                          | Lee Sun-kyun    | Candidato | [ 34 ]        |
| 2018 | 2.os Premios Seoul                         | Mejor actor de reparto                               | Park Ho-san     | Candidato | [ 34 ]        |
| 2018 | 2.os Premios Seoul                         | Mejor actor revelación                               | Jang Ki-yong    | Candidato | [ 34 ]        |
| 2018 | Premios MBC Plus X Genie Music             | Mejor columna sonora                                 | "Adult"         | Candidata | [ 35 ]        |
| 2018 | 31.os Premios Korean Broadcasting Writers' | Mejor guionista (series)                             | Park Hae-young  | Ganador   | [ 36 ]        |
| 2019 | 55.os Premios Baeksang Arts                | Mejor drama                                          | Mi señor        | Ganador   | [ 37 ]        |
| 2019 | 55.os Premios Baeksang Arts                | Mejor director                                       | Kim Won-seok    | Candidato | [ 37 ]        |
| 2019 | 55.os Premios Baeksang Arts                | Mejor actor                                          | Lee Sun-kyun    | Candidato | [ 37 ]        |
| 2019 | 55.os Premios Baeksang Arts                | Mejor actriz                                         | IU (Lee Ji-eun) | Candidata | [ 37 ]        |
| 2019 | 55.os Premios Baeksang Arts                | Mejor actriz de reparto                              | Oh Na-ra        | Candidata | [ 37 ]        |
| 2019 | 55.os Premios Baeksang Arts                | Mejor actriz revelación                              | Kwon Nara       | Candidata | [ 37 ]        |
| 2019 | 55.os Premios Baeksang Arts                | Mejor guion                                          | Park Hae-young  | Ganador   | [ 37 ]        |